# Jacques Grimault (sculpteur)
Pour les articles homonymes, voir Jacques Grimault et Grimault.

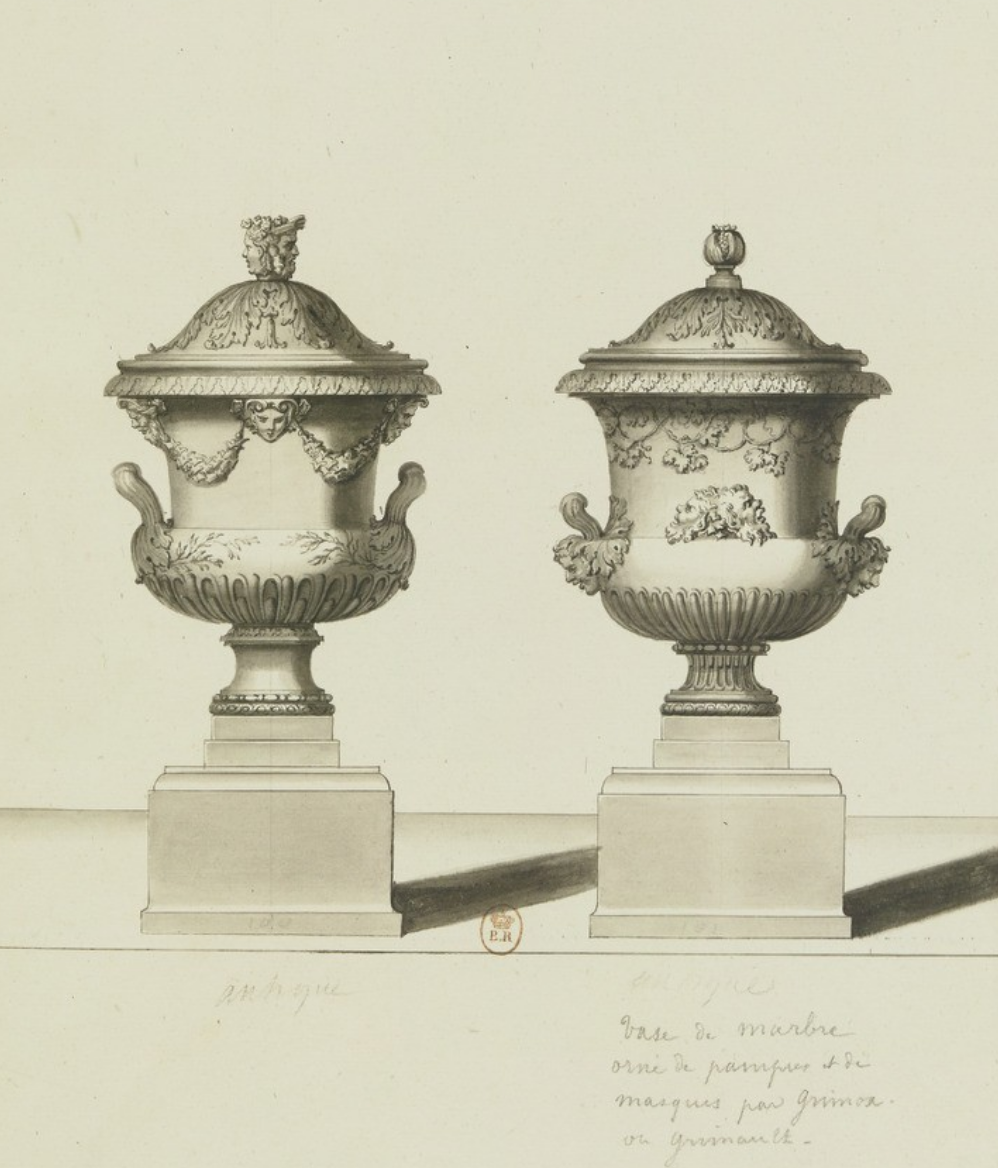

Jacques Grimault est un sculpteur français de la seconde moitié du XVIIe siècle.

## Biographie
Jacques Grimault est boursier de l'académie de France à Rome. 
Il est envoyé comme pensionnaire du roi à Rome, où il exécute d'après l'antique quatre grands vases aux masques de satyres. Ces vases sont placés dans le parc de Versailles ; ils sont gravés dans le recueil de Simon Thomassin, n°212. L'artiste fait également, d'après un inventaire de l'Académie de France à Rome dressé en 1673, une statue de sénateur romain et un bas-relief composé de trois figures de soldats prises à la colonne Trajane. 